# Hudson Leick
Heidi Hudson Leick est une actrice et modèle américaine, née le 9 mai 1969, Cincinnati, Ohio, (États-Unis). 

## Biographie
Elle a déménagé à Rochester, New York pendant le lycée et après son bac elle est devenue un modèle, en voyageant à travers l'Europe et le Japon.
Ensuite, elle a fini les cours de la prestigieuse École Neighborhood Playhouse de New York.
Un jour, pendant qu'elle était en France, elle décida de quitter le modélisme et de devenir actrice.
Après quelques films de télévision, elle a finalement connu le grand succès dans le rôle de Callisto dans la série télévisée Xena, la guerrière (1995).
Hudson Leick a obtenu trois fois un certificat de yoga et elle est devenue membre de California "Yoga Teacher’s Association".
Elle est spécialisée en Kundalini et Hatha yoga.

## Filmographie
- 1995 : University Hospital (TV) : Tracy Stone
- 1995 : Melrose Place (TV) : Shelly Hanson
- 1996 - 2000 : Xena, la guerrière (TV) : Callisto
- 1997 - 1999 : Hercule : Callisto
- 1998 : Sept à la maison (TV) : Miss Hunter
- 2003 : Tru Calling (TV) : Rebecca Morgan
- 2005 : Les Experts (TV) : Dr Jeri "Buffy" Cohen
- 2006 : Shockwave (TV) : Tiffany Smith
- 2007 : Nip/Tuck : Fake Wendy
- 2008 : Shark (TV) : Cindy (scène coupée)
- 2010 : Paris Connections : Coco de Ville